# Consoante periférica
Em  linguística australiana, as consoantes periféricas são uma classe natural que abrange consoantes articuladas nos extremos da boca:   labiaisl  (lábio) e   velares  (palato mole). Ou seja, elas são as não- coronais s ( palatais, dentais,  alveolares e  pós-alveolar). Nas línguas australianas, essas consoantes modelam juntas tanto acústica como fonotaticamente como na filologia das línguas árabe e  maltesa filologia, as “letras do sol e da lua” transcrevem consoantes não coronais, mas não formam uma classe natural.
|             | Bilabial | Velar |
| ----------- | -------- | ----- |
| Oclusiva    | p        | k     |
| Nasal       | m        | ŋ     |
| Aproximante | w        | w     |

As línguas australianas geralmente favorecem consoantes periféricas no início de palavra e sílaba e não são permitidas ou no final de sílabas comuns finalmente, ao contrário das  apicais.
Na extinta Martuthunira, as oclusivas periféricas  / p / e  / k / compartilhavam similar alofonia. Enquanto as outras oclusivas podiam ser duplicadas entre vogais ou após uma nasal,  a as periféricas geralmente eram surdas.